# Eredivisie (vrouwenhandbal) 2012/13
De AfAB Eredivisie is de hoogste afdeling van het Nederlandse handbal bij de vrouwen op landelijk niveau. In het seizoen 2012/2013 werd SERCODAK Dalfsen landskampioen. GOconnectIT/Fortissimo degradeerde naar de Eerste divisie.

## Opzet
- Er wordt eerst een volledige competitie gespeeld. Daarna worden de teams in twee poules opgedeeld. De zes hoogst geëindigde ploegen gaan verder in de zogenaamde kampioenspoule en de vier laagst geëindigde ploegen in de zogenaamde degradatiepoule.
- De vier ploegen in de degradatiepoule spelen onderling een volledige competitie waarbij de nummer 7 uit de reguliere competitie met 4 bonus/startpunten begint en, dit zo aflopend tot, 1 startpunt voor de nummer 10 uit de reguliere competitie.
- De ploeg die in de degradatiepoule als laatste eindigt, degradeert rechtstreeks naar de eerste divisie.
- De ploeg die in de degradatiepoule als enerlaatste eindigt, speelt een best-of-two tegen de winnaar, van de onderlinge strijd tussen de periodekampioenen in de eerste divisie, om uit te maken wie volgend seizoen in de eredivisie en wie in de eerste divisie speelt. In deze best-of-two heeft de eredivisieploeg het recht om de tweede wedstrijd thuis te spelen.
- De zes ploegen in de kampioenspoule beslissen in poulefase wie er door gaat naar de best-of-three voor het landskampioenschap gaan spelen. De nummer 1 en 2 van de kampioenspoule spelen deze finale.
- De finale (derde ronde) is een best-of-three waarbij de ploeg die in de reguliere competitie als hoogste is geëindigd, de eerste en, indien nodig, derde wedstrijd thuis speelt,

## Teams
| Club                   | Plaats     | Provincie     | Trainers                                                   | Hal              |
| ---------------------- | ---------- | ------------- | ---------------------------------------------------------- | ---------------- |
| FIQAS/Aalsmeer         | Aalsmeer   | Noord-Holland | Ruud van den Broeck                                        | De Bloemhof      |
| SERCODAK Dalfsen       | Dalfsen    | Overijssel    | Peter Portengen                                            | De Trefkoele     |
| Kwebbel/E&O            | Emmen      | Drenthe       | Diana Woudstra                                             | Harwig Arena     |
| GOconnectIT/Fortissimo | Cothen     | Utrecht       | Arthur Langedijk                                           | De Rijnsloot     |
| Hellas                 | Den Haag   | Zuid-Holland  | Fred Michielsen Erik van de Wel ontslagen in december 2012 | Hellashal        |
| HandbaL Venlo          | Venlo      | Limburg       | Gino Smits                                                 | Craneveld        |
| Quintus                | Kwintsheul | Zuid-Holland  | Alex Curescu                                               | Van der Voorthal |
| Westfriesland/SEW      | Nibbixwoud | Noord-Holland | Dragan Petrov                                              | De Bloesem       |
| Vlug en Lenig          | Geleen     | Limburg       | Edwin Janssen                                              | Glanerbrook      |
| Succes Schoonmaak/VOC  | Amsterdam  | Noord-Holland | Richard Kuijer                                             | De Weeren        |

## Reguliere competitie
| Pos | Club                   | Wed | W  | G | V  | Ptn | DV  | DT  | +/−  | Opmerking            |
| --- | ---------------------- | --- | -- | - | -- | --- | --- | --- | ---- | -------------------- |
| 1   | SERCODAK Dalfsen       | 18  | 17 | 0 | 1  | 34  | 636 | 414 | +222 | Naar kampioenspoule  |
| 2   | Succes Schoonmaak/VOC  | 18  | 15 | 0 | 3  | 30  | 567 | 427 | +140 | Naar kampioenspoule  |
| 3   | Quintus                | 18  | 14 | 0 | 4  | 28  | 535 | 440 | +95  | Naar kampioenspoule  |
| 4   | Westfriesland/SEW      | 18  | 11 | 0 | 7  | 22  | 471 | 448 | +23  | Naar kampioenspoule  |
| 5   | Hellas                 | 18  | 10 | 0 | 8  | 20  | 471 | 440 | +31  | Naar kampioenspoule  |
| 6   | HandbaL Venlo          | 18  | 6  | 0 | 12 | 12  | 491 | 547 | −56  | Naar kampioenspoule  |
| 7   | FIQAS/Aalsmeer         | 18  | 6  | 0 | 12 | 12  | 436 | 504 | −68  | Naar degradatiepoule |
| 8   | Vlug en Lenig          | 18  | 5  | 0 | 13 | 10  | 464 | 540 | −76  | Naar degradatiepoule |
| 9   | Kwebbel/E&O            | 18  | 5  | 0 | 13 | 10  | 393 | 492 | −99  | Naar degradatiepoule |
| 10  | GOconnectIT/Fortissimo | 18  | 1  | 0 | 17 | 2   | 349 | 561 | −212 | Naar degradatiepoule |

## Nacompetitie

### Degradatiepoule

#### Stand
| Pos | Club                   | Wed | W | G | V | Ptn | DV  | DT  | +/− | Opmerking                                                     |
| --- | ---------------------- | --- | - | - | - | --- | --- | --- | --- | ------------------------------------------------------------- |
| 1   | FIQAS/Aalsmeer         | 6   | 3 | 0 | 3 | 10  | 147 | 151 | −4  |                                                               |
| 2   | Kwebbel/E&O            | 6   | 3 | 1 | 2 | 9   | 137 | 136 | +1  |                                                               |
| 3   | Vlug en Lenig          | 6   | 2 | 1 | 3 | 8   | 149 | 147 | +2  | Best of two tegen winnaar periodekampioenschap eerste divisie |
| 4   | GOconnectIT/Fortissimo | 6   | 3 | 0 | 3 | 7   | 154 | 153 | +1  | Directe degradatie naar eerste divisie                        |

| Pos | Club                  | Wed | W | G | V | Ptn | DV  | DT  | +/−  | Opmerking                         |
| --- | --------------------- | --- | - | - | - | --- | --- | --- | ---- | --------------------------------- |
| 1   | SERCODAK Dalfsen      | 10  | 9 | 0 | 1 | 24  | 360 | 231 | +129 | Gekwalificeerd voor Best of Three |
| 2   | Succes Schoonmaak/VOC | 10  | 6 | 1 | 3 | 18  | 279 | 247 | +32  | Gekwalificeerd voor Best of Three |
| 3   | Quintus               | 10  | 6 | 0 | 4 | 15  | 255 | 234 | +21  |                                   |
| 4   | Westfriesland/SEW     | 10  | 3 | 0 | 7 | 9   | 227 | 294 | −67  |                                   |
| 5   | HandbaL Venlo         | 10  | 3 | 0 | 7 | 7   | 247 | 339 | −92  |                                   |
| 6   | Hellas                | 10  | 2 | 1 | 7 | 7   | 247 | 339 | −92  |                                   |

#### Best of Three
| 27 april 2013 | SERCODAK Dalfsen | 32 − 20 | Succes Schoonmaak/VOC | De Trefkoele, Dalfsen |
| 27 april 2013 |                  |         |                       | De Trefkoele, Dalfsen |
| 27 april 2013 |                  |         |                       | De Trefkoele, Dalfsen |

| 11 mei 2013 | Succes Schoonmaak/VOC | 24 − 31 | SERCODAK Dalfsen | De Weeren, Amsterdam |
| 11 mei 2013 |                       |         |                  | De Weeren, Amsterdam |
| 11 mei 2013 |                       |         |                  | De Weeren, Amsterdam |

| 25 mei 2010 | SERCODAK Dalfsen | v | Succes Schoonmaak/VOC | De Trefkoele, Dalfsen |
| 25 mei 2010 |                  |   |                       | De Trefkoele, Dalfsen |
| 25 mei 2010 |                  |   |                       | De Trefkoele, Dalfsen |

## Beste handbalsters van het jaar
Voorafgaande aan de WK Play-off wedstrijd Nederland - Rusland zijn de seizoensprijzen uitgereikt voor Speler, Keeper en Talent van het Jaar. De prijs voor Talent van het Jaar is bepaald door de technische staf van het Nederlands team.
| Categorie           | Winnaar             | Club             |
| ------------------- | ------------------- | ---------------- |
| Speelster           | Fabienne Logtenberg | SERCODAK Dalfsen |
| Keepster            | Annick Lipman       | SERCODAK Dalfsen |
| Talent van het jaar | Kelly Vollebregt    | Quintus          |

De genomineerd waren:

Beste keepster
- Larissa van Dorst – Quintus
- Annick Lipman – SERCODAK Dalfsen
- Inge Roelofs – Westfriesland/SEW

Meest waardevolle speelster
- Talisa Groen – Hellas
- Fabienne Logtenberg – SERCODAK Dalfsen
- Martine Smeets – SERCODAK Dalfsen